# Ruch Obywatelski na rzecz Jednomandatowych Okręgów Wyborczych
Ruch Obywatelski na rzecz Jednomandatowych Okręgów Wyborczych – ruch społeczno-polityczny, powstały na początku lat 90. XX w., w celu doprowadzenia do zmiany ordynacji wyborczej do Sejmu i wprowadzenia zasady wyboru wszystkich posłów w jednomandatowych okręgach wyborczych.
Ruch zrzesza m.in. ludzi nauki, działaczy samorządowych. Corocznie organizuje akcję informacyjną pod nazwą Marsz na Warszawę.